# Ulrika Nisch
Ulrika ou Ulrika von Hegne (Mittelbiberach, 18 septembre 1882 - Allensbach, 8 mai 1913), née sous le nom de Franziska Nisch, est une religieuse allemande de la congrégation des sœurs de la charité de la Sainte Croix reconnue bienheureuse par l'Église catholique. 

## Biographie
Franziska est née le 18 septembre 1882 dans une famille pauvre. Son père travaillait comme journalier et sa mère s'occupait de leurs enfants. Lorsqu'elle eut six ans, Ulrich Nisch reconnut officiellement être son père. Sa famille déménagea à Unterstadion, Allemagne. En grandissant, Franziska n'eut d'autre choix que d'aider ses parents et nombreux frères et sœurs en offrant ses services aux familles environnantes. À l'âge de douze ans, elle quitta l'école et trouva une place comme servante dans une famille d'instituteurs en Suisse. Elle fut décrite comme une personne pleine de joie de vivre et de piété se rendant souvent à la chapelle pour prier.   
Tombée gravement malade en 1903, elle fut admise à l'hôpital et soignée par les religieuses d'Ingenbohl. À leur contact, elle prit la décision de rejoindre cette congrégation. À l'âge de 22 ans, persuadée que sa véritable vocation était de devenir religieuse, elle prit le voile et prononça ses vœux le 24 avril 1907. Elle rejoignit le couvent de Hegne près du Lac de Constance.  
Devenue sœur Ulrika, elle travailla dans les cuisines d'un hôpital de Bühl et de Baden-Baden où elle demeura jusqu'en 1912. Atteinte de tuberculose et gravement malade, elle vint finir sa vie à Hegne dans la prière et la contemplation. Elle mourut le 8 mai 1913, à l'âge de 30 ans à l'hôpital pour religieuses. Sa tombe se trouve dans la crypte du couvent de Hegne dans la ville de Allensbach.  

## Béatification

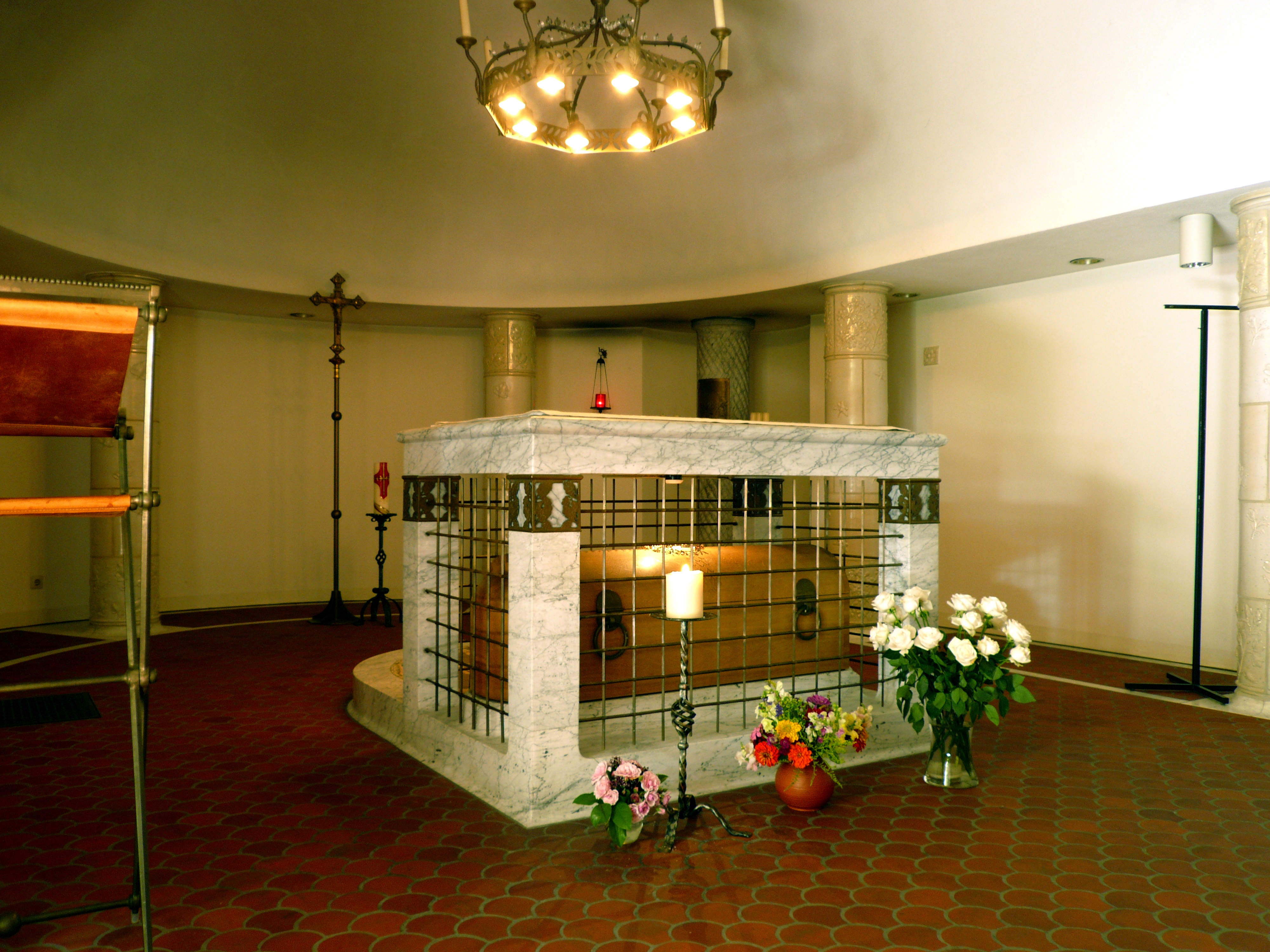
Tombe de la Bienheureuse sœur Ulrika au couvent de Hegne

Le procès de béatification commence en 1952, à Fribourg à l'occasion d'une rencontre du tribunal diocésain local. Après que le Pape Jean-Paul II a reconnu « l'héroïcité de ses vertus » et l'a fait entrer au rang des « Vénérables » en 1984, le procès est officiellement achevé, le 1er novembre 1987 où Sœur Ulrika est reconnu « Bienheureuse ».